# Sauris turpipennis
Sauris turpipennis là một loài bướm đêm trong họ Geometridae.